# Guercino

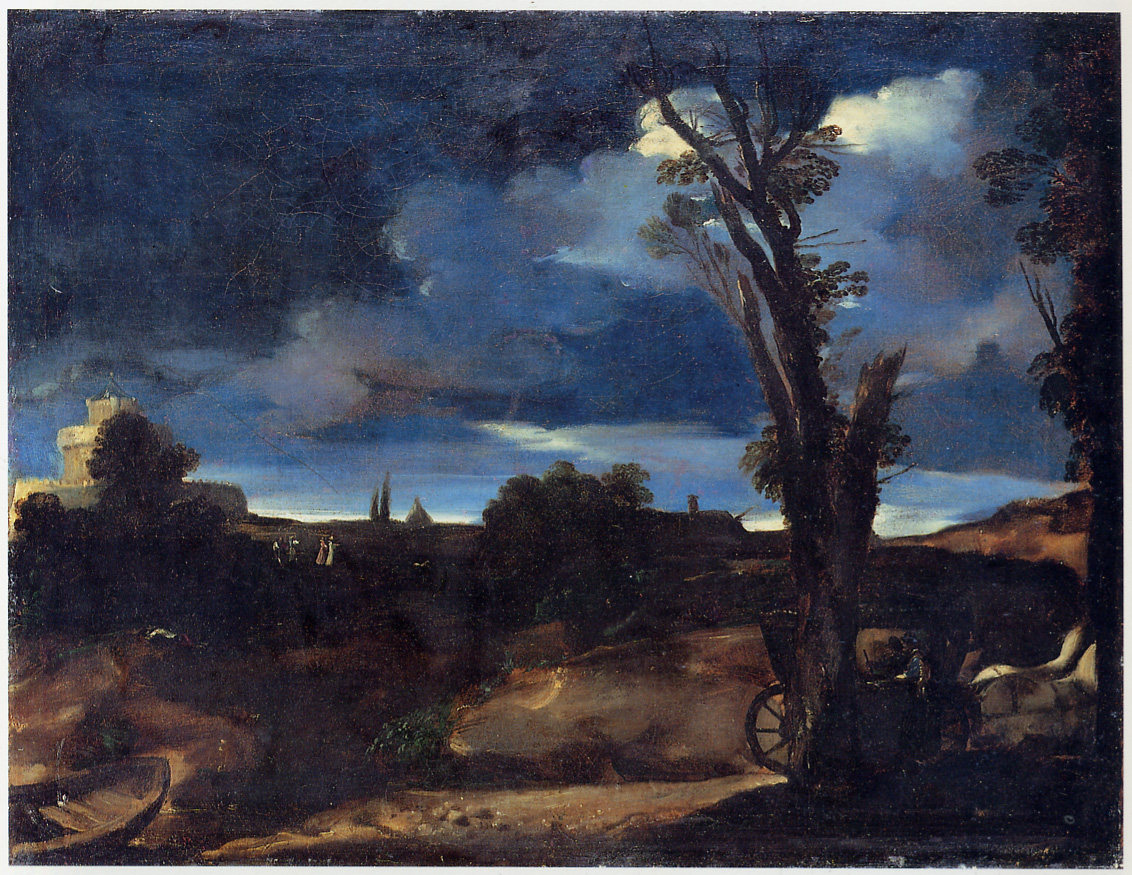
Pejzaż w blasku księżyca (1616), Nationalmuseum, Sztokholm

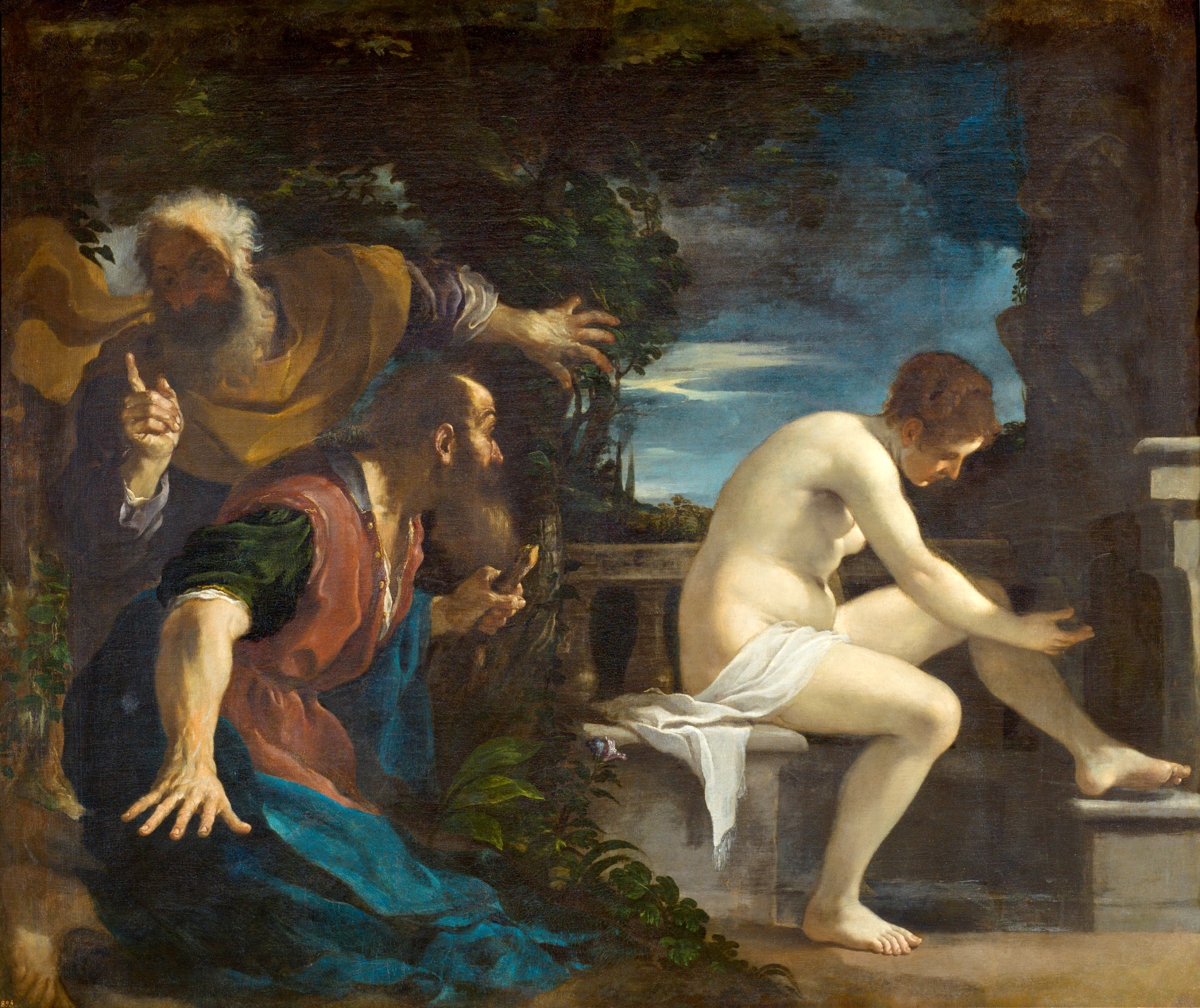
Zuzanna i starcy (1617), Prado, Madryt

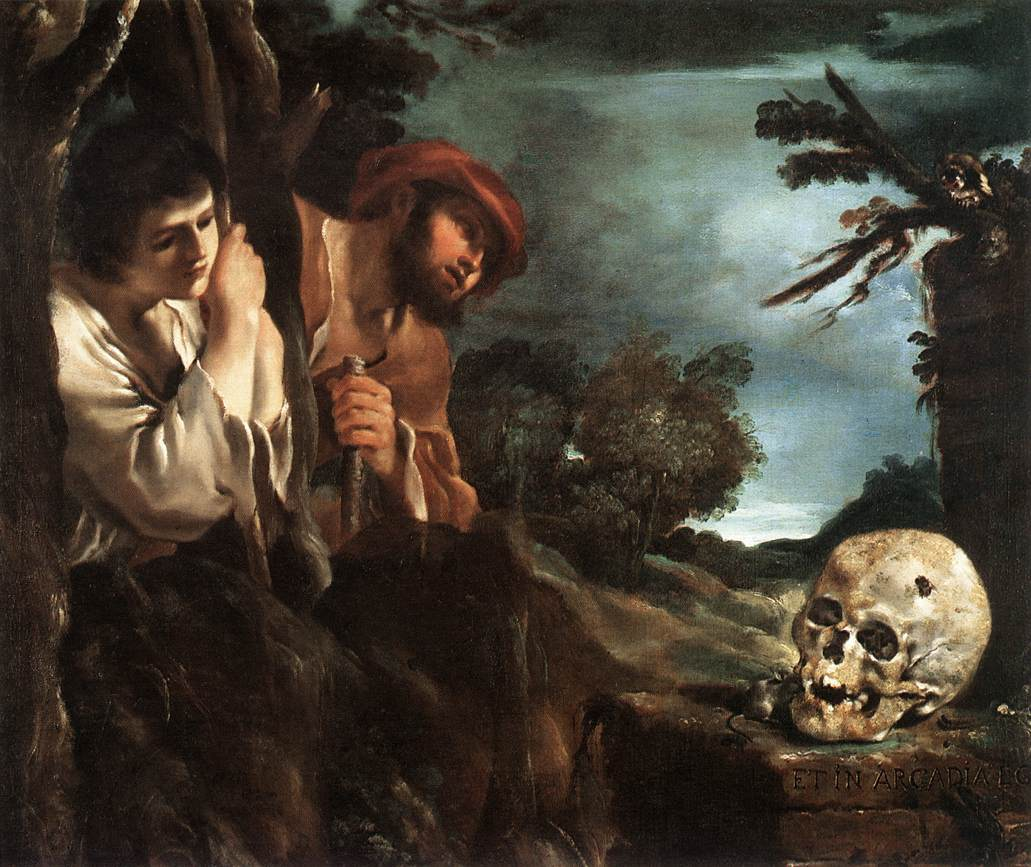
Pasterze arkadyjscy – "Et in Arcadia ego" (1618), Galleria Nazionale d’Arte Antica, Rzym

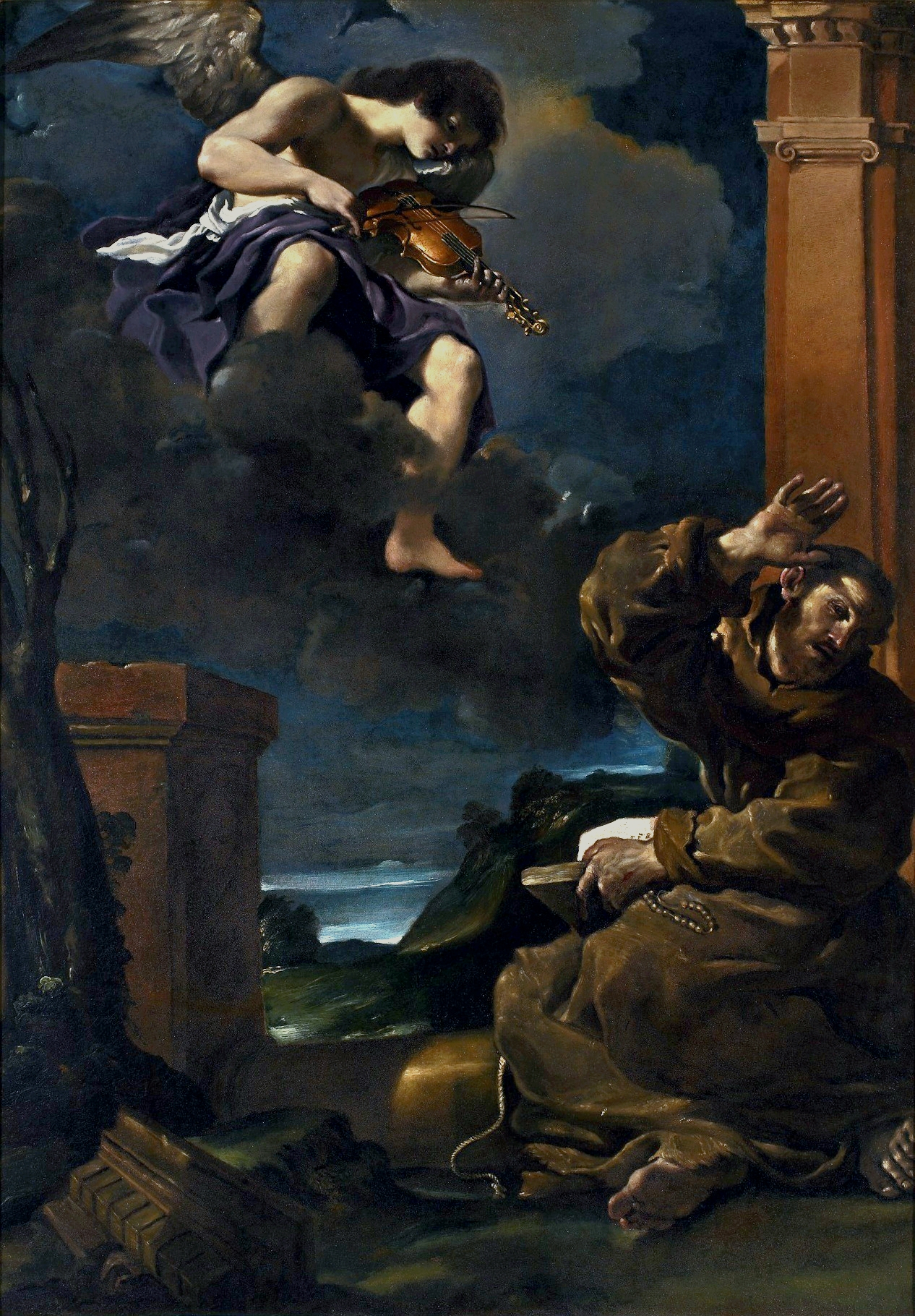
Św. Franciszek słuchający muzyki anielskiej (1620), Muzeum Narodowe w Warszawie

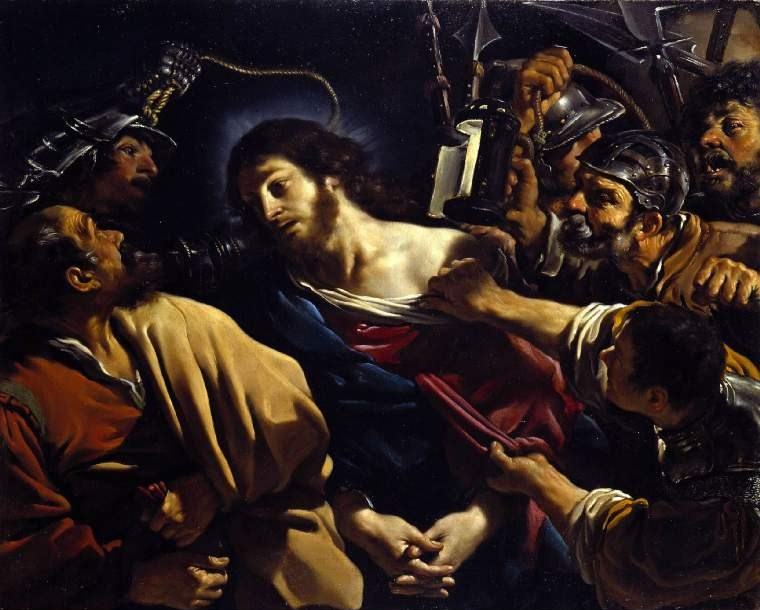
Pojmanie Chrystusa (1621), Fitzwilliam Museum, Cambridge

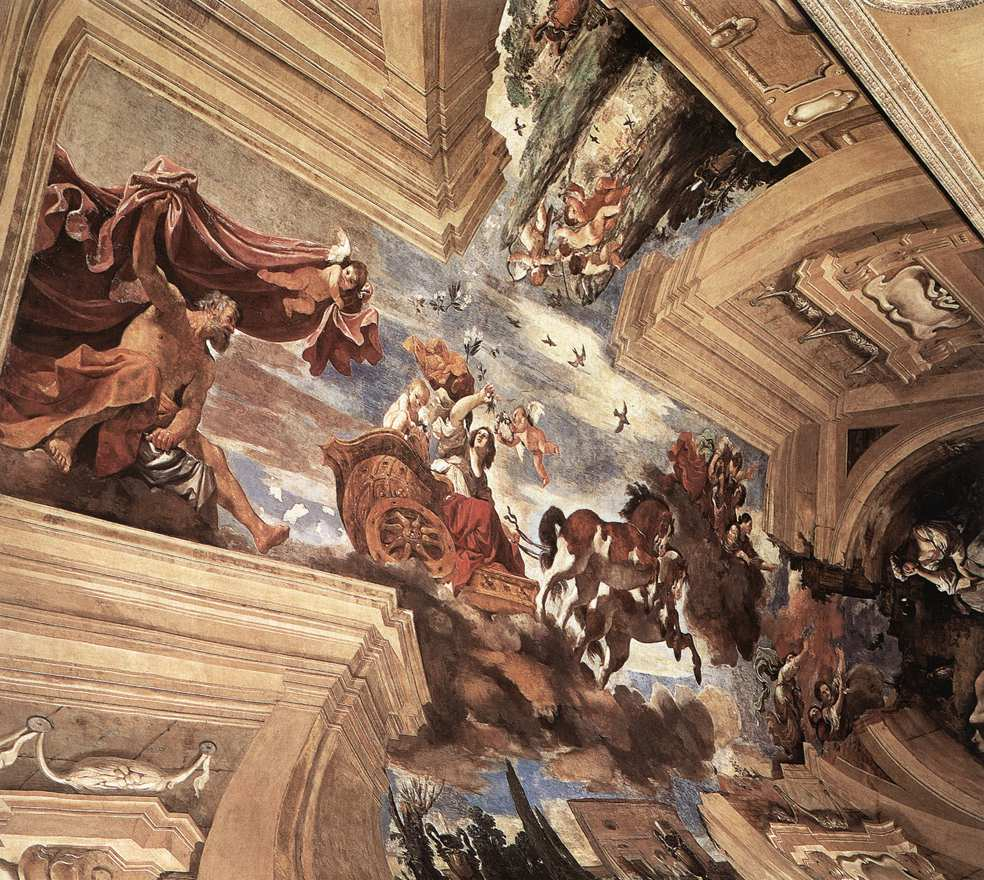
Aurora (1621–23)

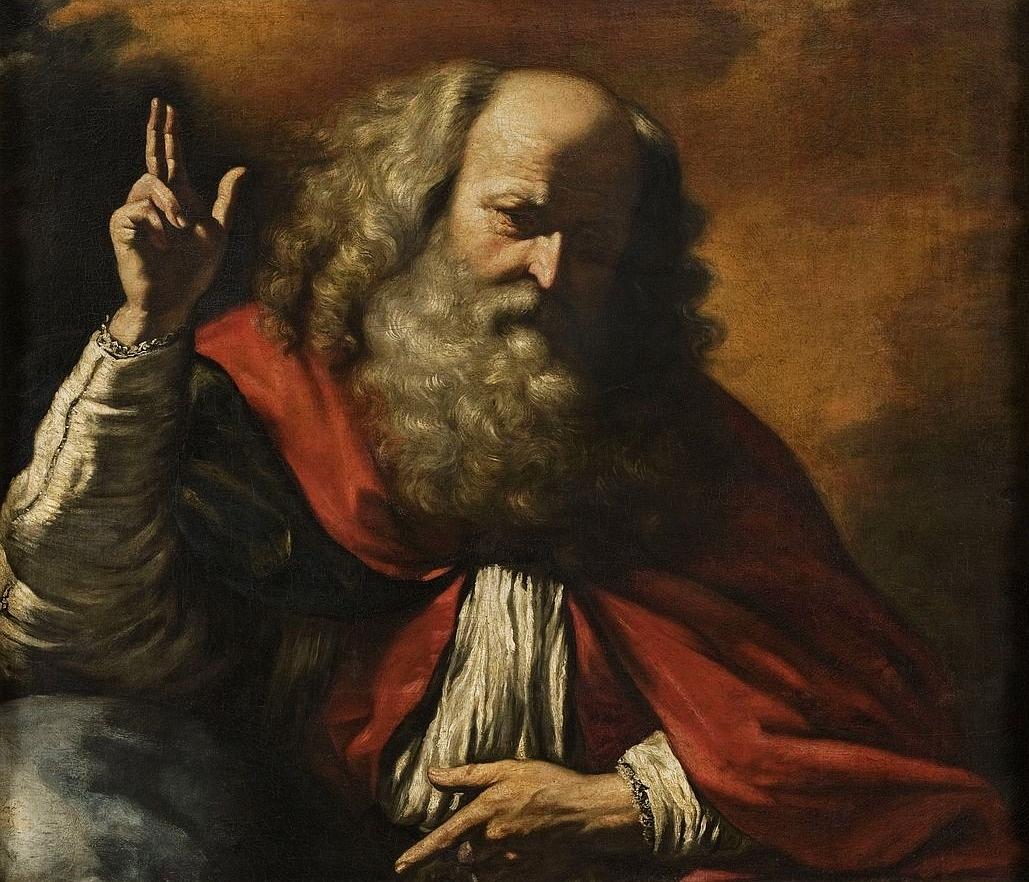
Bóg Ojciec (1635–1640), Muzeum Narodowe w Warszawie

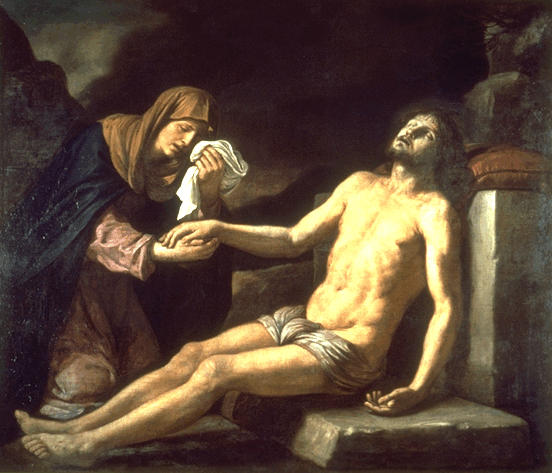
Opłakiwanie (1640)

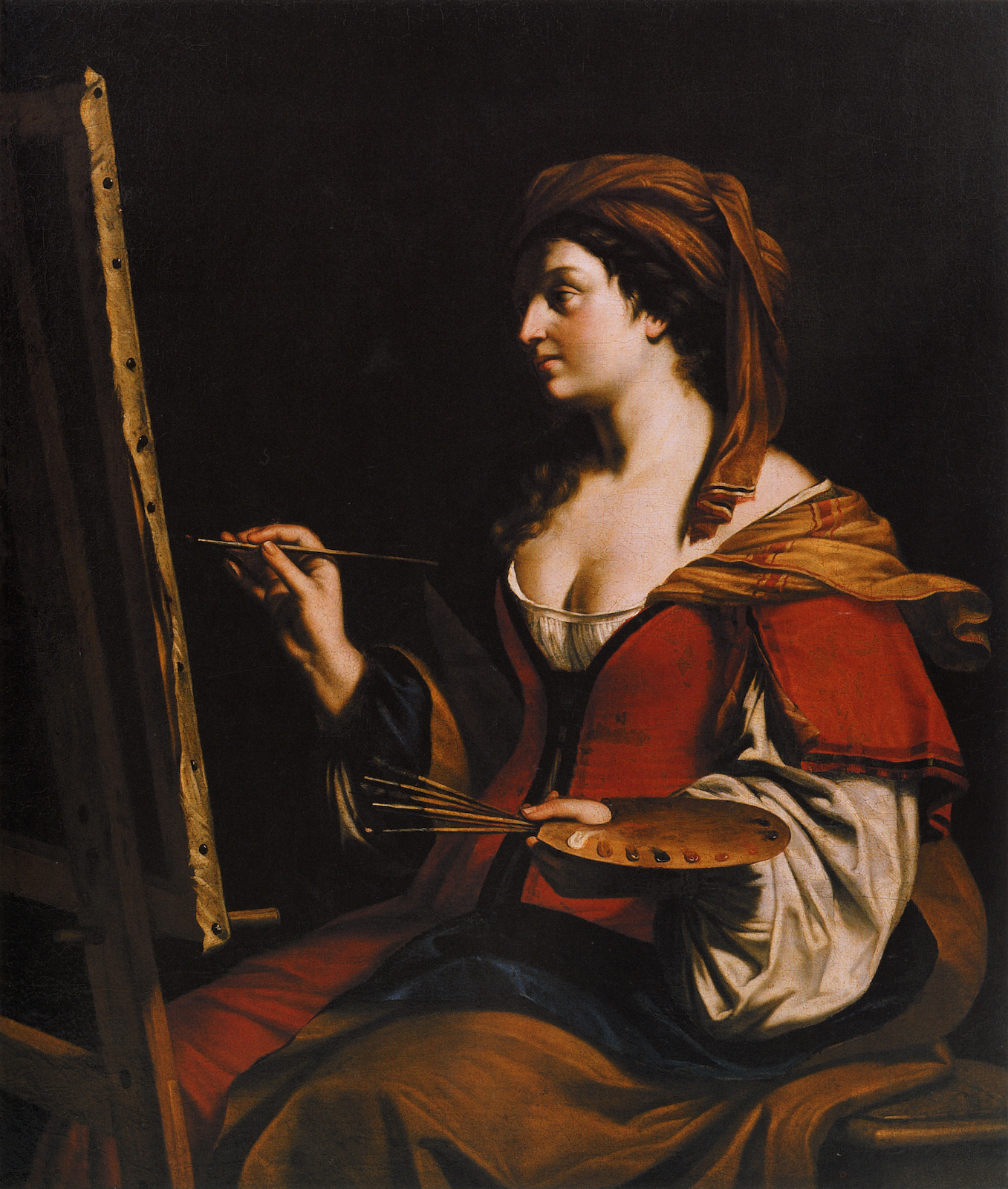
Alegoria malarstwa, II poł. XVII w., Zamek Królewski na Wawelu

Guercino, właśc. Giovanni Francesco Barbieri (ur. 8 lutego 1591 w Cento, zm. 22 grudnia 1666 w Bolonii) – włoski malarz, rysownik, freskant i teoretyk sztuki epoki baroku.
Z powodu wady wzroku zwany był „Il Guercino” (wł. guercio – zezowaty) i pod takim pseudonimem artystycznym znany jest w historii sztuki.

## Życiorys
Urodził się w Cento w pobliżu Ferrary. Pochodził z rodziny chłopskiej. W 1607 wstąpił do pracowni Benedetta Gennariego (1563–1610). W 1616 założył w Cento niewielką szkołę malarstwa i rysunku (Accadema del Nudo), do której uczęszczało liczne grono młodych uczniów. W 1629 spotkał się z Diego Velázquezem, który odwiedził go w Cento w czasie swojej pierwszej podróży do Włoch. W 1655 w jego domu w Bolonii gościła królowa szwedzka Krystyna.
Działał w Cento (1615–17, 1623–42), Wenecji, Bolonii (1617–21, 1642–66), Rzymie, Modenie i Piacenzy.
Początkowo tworzył w manierze zbliżonej do Caravaggia, stosując miękką gradację światłocienia. Około 1607 odwiedził Wenecję, gdzie poznał twórczość Tycjana. Podczas pobytu w Rzymie w latach 1621–23 znalazł się pod wpływem szkoły Carraccich i Domenichino, malował w tym czasie na zamówienie papieża Grzegorza XV. Po powrocie do Cento radykalnie zmienił styl zbliżając się do eklektycznej szkoły bolońskiej i stając się jej wybitnym przedstawicielem. Ostatnie lata życia malarz spędził w Bolonii.
Nie założył rodziny. Pokaźny majątek malarza odziedziczyli jego dwaj siostrzeńcy – Benedetto Gennari II (1633–1715) i Cesare Gennari (1637–1688), którzy również byli malarzami. Jego brat – Paolo Antonio Barbieri (1603–1649) był malarzem specjalizującym się w martwej naturze.
Guercino zmarł w wieku 74 lat. Pochowany został w bolońskim kościele San Salvatore. Pierwszymi biografami malarza byli: znawca sztuki i lekarz z Forli – Francesco Scannelli (1616–1663), autor Il microcosmo della pittura (Cesena 1657) oraz boloński historyk sztuki – Carlo Cesare Malvasia (1616–1693), autor Felsina pittrice. Vite de pittori bolognesi (Bolonia 1678).

## Twórczość
Malował wielkoformatowe kompozycje religijne (ołtarzowe i sztalugowe), obrazy mitologiczne i alegoryczne, pejzaże i portrety. Znanych jest ponad 100 jego obrazów. Jego prace odznaczają się patosem i dramatyzmem oraz silnymi kontrastami świetlnymi. Często powtarzał te same tematy w bardzo podobnych ujęciach (np. cztery wersje Św. Franciszka słuchającego muzyki anielskiej – Warszawa, Paryż, Drezno, Cento).
W latach 1621–23 na zamówienie kardynała Alessandra Ludovisi, późniejszego papieża Grzegorza XV, wykonał najwybitniejsze swoje dzieło – dekorację plafonową w rzymskiej Villa Ludovisi przedstawiającą alegorie Nocy, Dnia i Jutrzenki (Aurory). Za arcydzieło uchodzi również obraz z 1618 z Galleri Barberinich w Rzymie Et in Arcadia ego, przedstawiający pasterzy w arkadyjskim pejzażu, którzy natrafiają na ludzką czaszkę w stanie rozkładu. Uznawany jest za jedno z najbardziej intrygujących i zagadkowych dzieł w historii malarstwa nowożytnego.
Zajmował się również grafiką. Zachowały się jego dwie akwaforty: Św. Antoni Padewski i Św. Jan Chrzciciel na tle pejzażu.
Był płodnym rysownikiem. Największa kolekcja jego rysunków znajduje się obecnie w Królewskiej Bibliotece Zamku Windsor w Wielkiej Brytanii.
Kilka jego obrazów (i sporo rysunków)  znajduje się również w zbiorach polskich (Św. Franciszek słuchający muzyki anielskiej, Bóg Ojciec, Powrót syna marnotrawnego, Ukrzyżowanie ze św. Franciszką Rzymianką i św. Elżbietą Węgierską).
Jest autorem wprowadzenia do rysunku dla młodzieży Primi elementi per introdurre i giovani al disegno (1618) – wzornika z rysunkami anatomicznymi oraz szkicami głów, dłoni i stóp w skrótach perspektywicznych.

### Dzieła
- Św. Karol Boromeusz pogrążony w modlitwie –  1613–14, 197,5 x 138 cm, Kolegiata San Biagio, Cento
- Cud św. Karola Boromeusza –  1613–14, 217 x 117 cm, Kościół parafialny San Sebastiano, Renazzo k. Cento
- Mistyczne zaślubiny św. Katarzyny Aleksandryjskiej w obecności św. Karola Boromeusza  1614–15, 50 x 40 cm, Fondazione della Cassa di Risparmio di Centa, Cento
- Ewangelista Mateusz –  ok. 1615, 89 x 71,5 cm, Galeria Obrazów Starych Mistrzów w Dreźnie
- Ewangelista Marek –  ok. 1615, 87,5 x 70,5 cm, Galeria Obrazów Starych Mistrzów w Dreźnie
- Ewangelista Łukasz –  ok. 1615, 87,5 x 71 cm, Galeria Obrazów Starych Mistrzów w Dreźnie
- Ewangelista Jan –  ok. 1615, 87 x 69,5 cm, Galeria Obrazów Starych Mistrzów w Dreźnie
- Piętnaście tajemnic Różańca i dwa skrzydlate putta dzierżące girlandę –  ok. 1615, 210 x 133 cm (każda scena 34 x 24 cm), Kościół parafialny San Giorgio, Corporeno k. Cento
- Matka Boska z Dzieciątkiem w chwale ze św. Pankracym i zakonnicą –  1615–16, 255,5 x 170 cm, Kościół parafialny San Sebastiano, Renazzo k. Cento
- Pejzaż z rycerzem –  1615–16, 53 x 68 cm, Pinacoteca Civica, Cento
- Wizja św. Klary –  1615–23, 50 x 37,5 cm, Ermitaż, Sankt Petersburg
- Pejzaż w blasku księżyca –  1616, 55 x 71 cm, Nationalmuseum, Sztokholm
- Koncert wiejski –  1617, 93 × 73 cm, Uffizi, Florencja
- Powrót syna marnotrawnego –  1617, 192 × 203 cm, Galleria Sabauda,  Turyn
- Zuzanna i starcy –  1617, 175 x 207 cm, Prado, Madryt
- Pasterze arkadyjscy – "Et in Arcadia ego" –  1618, 82 x 91 cm, Galleria Nazionale d’Arte Antica, Rzym
- Martwy Chrystus opłakiwany przez dwa anioły –  1617–18, 37 x 44 cm, National Gallery w Londynie
- Apollo i Marsjasz –  1618, 186,3 x 205 cm, Galleria Palatina, Florencja
- Matka Boska adorująca Dzieciątko ze św. Piotrem  Pokutującym, św. Karolem Boromeuszem, aniołem i donatorem –  1618, 229 x 155 cm, Pinacoteca Civica, Cento
- Św. Bernardyn Sieneński i św. Franciszek z Asyżu modlący się do Matki Boskiej Loretańskiej –  1618, 239 x 149 cm, Pinacoteca Civica, Cento
- Matka Boska Karmelitańska ofiarująca szkaplerz karmelicie w obecności św. Franciszka i innego franciszkanina –  1618, 243,5 x 162 cm, Pinacoteca Civica, Cento
- Erminia odnajduje rannego Tankreda –  1618–19, 145 x 185 cm, Galleria Doria Pamphilj, Rzym
- Wskrzeszenie Łazarza –  ok. 1619, 199 x 233 cm, Luwr, Paryż
- Powrót syna marnotrawnego –  1619, 107 x 144 cm, Kunsthistorisches Museum, Wiedeń
- Samson pojmany przez Filistynów –  1619, 191 × 237 cm, Metropolitan Museum of Art, Nowy Jork
- Erminia i pasterz –  1619-20, 149 x 168 cm, Birmingham Museums and Art Gallery, Birmingham
- Wilhelm Akwitański przyjmuje habit od św. Feliksa, biskupa –  1620, 345 x 231 cm, Pinacoteca Nazionale, Bolonia
- Madonna i Dzieciątko z jaskółką –  1620, 120 x 88 cm, Galleria Palatina, Florencja
- Eliasz karmiący kruki –  1620, 195 x 156,5 cm, National Gallery w Londynie
- Zaślubiny św. Katarzyny –  1620, 88 x 70 cm, Gemäldegalerie, Berlin
- Św. Franciszek słuchający muzyki anielskiej lub Św. Franciszek z aniołem grającym na skrzypcach –  ok. 1620, 113,5 × 79,5 cm, Muzeum Narodowe w Warszawie
- Św. Franciszek słuchający muzyki anielskiej i św. Benedykt –  ok. 1620, 280 x 183 cm, Luwr, Paryż
- Niedowiarstwo św. Tomasza –  1621, 120 x 143 cm, Muzea Watykańskie, Rzym
- Niedowiarstwo św. Tomasza –  1621, 116 x 142,5 cm, National Gallery w Londynie
- Pojmanie Chrystusa –  1621, 115 x 142 cm, Fitzwilliam Museum, Cambridge
- Wniebowzięcie Najświętszej Marii Panny –  ok. 1622, 224 x 166 cm, Kościół del Santissimo Rosario, Cento
- Uwolnienie św. Piotra –  ok. 1622, 105 x 136 cm, Prado, Madryt
- Św. Maria Magdalena pokutująca-  1622, 222 x 200 cm, Muzea Watykańskie, Rzym
- Papież Grzegorz XV –  1622-23, 133 x 98 cm, J. Paul Getty Museum, Los Angeles
- Ekstaza św. Franciszka –  ok. 1623, 162 x 127 cm, Galeria Obrazów Starych Mistrzów w Dreźnie
- Wniebowzięcie Marii Panny –  1623, 307 x 332 cm, Ermitaż, Sankt Petersburg
- Pogrzeb i przyjęcie do nieba św. Petroneli –  1623, 720 x 428 cm, Muzea Kapitolińskie, Rzym
- Ofiarowanie Jezusa w świątyni –  1623, 72,5 x 65 cm, National Gallery w Londynie
- Kardynał Francesco Cennini –  1625, 117 x 96 cm, National Gallery of Art, Waszyngton
- Powrót syna marnotrawnego –  1627–1628, 125 x 163 cm, Galeria Borghese, Rzym
- Zmartwychwstały Chrystus ukazujący się Matce Bożej –  1629, 260 x 179 cm, Pinacoteca Comunale, Cento
- Matka Boska z Dzieciątkiem błogosławiącym –  1629, 124 x 103,5 cm, Pinacoteca Civica, Cento
- Ukrzyżowanie ze św. Franciszką Rzymianką i św. Elżbietą Węgierską –  1630, 296 x 177 cm, Bazylika archikatedralna św. Stanisława i św. Wacława w Krakowie
- Śmierć Dydony –  1631, 287 x 335 cm, Galleria Spada, Rzym
- Wenus, Mars i Kupidyn –  1633, 139 x 161 cm, Galleria Estense, Modena
- Portret artysty trzymającego paletę –  ok. 1635, 77 x 62 cm, Luwr, Paryż
- Bóg Ojciec –  1635–40, 93 x 111 cm, Muzeum Narodowe w Warszawie
- Jezus i Samarytanka u studni –  1640–41, 116 x 156 cm, Museo Thyssen-Bornemisza, Madryt
- Św. Romuald –  1641, 292 x 184 cm, Pinacoteca Comunale, Rawenna
- Św. Jan Chrzciciel –  1641, 204 x 138 cm, Kunsthistorisches Museum, Wiedeń
- Hersilia rozdzielająca Romulusa i Tacjusza –  253 x 267 cm, Luwr, Paryż
- Ecce Homo –  1647, 115×149 cm, Stara Pinakoteka, Monachium
- Józef z żona Putyfara –  1649, 123 x 158 cm, National Gallery of Art, Waszyngton
- Amnon i Tamar –  1649–50, 123 x 158,5 cm, National Gallery of Art, Waszyngton
- Lot z córkami –  ok. 1650, 176 x 225 cm, Galeria Obrazów Starych Mistrzów w Dreźnie
- Św. Jan Chrzciciel na pustyni –  1650, 321 x 196 cm, Pinacoteca Civica, Cento
- Św. Hieronim na pustyni –  ok. 1650, 307 x 332 cm, Ermitaż, Sankt Petersburg
- Alegoria malarstwa –  (II poł. XVII w.), 123 × 100 cm, Zamek Królewski na Wawelu, Kraków
- Sybilla Kumańska z putto –  1651, 218.5 x 180 cm, National Gallery w Londynie
- Powrót syna marnotrawnego –  1651, 137 x 111 cm, Muzeum Diecezjalne we Włocławku
- Święci patroni Modeny –  1651–52, 332 x 230 cm, Luwr, Paryż
- Męczeństwo św. Katarzyny –   1653, 222,5 x 159 cm, Ermitaż, Sankt Petersburg
- Męczeństwo św. Agnieszki –  1653, 226 x 178 cm, Galleria Doria Pamphilj, Rzym
- Powrót syna marnotrawnego –  1654–55, 156 x 146 cm, Timken Museum of Art, San Diego
- Abraham wypędza Hagar i Ismaela –  1658, 115 x 154 cm, Pinakoteka Brera, Mediolan
- Biczowanie –  1657–58, 250 x 185 cm, Galleria Nazionale d’Arte Antica, Rzym